# John Michael Montgomery
John Michael Montgomery, född 20 januari 1965 i Daneville (nära Lexington), Kentucky, är en amerikansk countrysångare och låtskrivare. Han är yngre bror till Eddie Montgomery, ena halvan av countryduon Montgomery Gentry. 1994 hade han en hit med melodin "I Swear", som även blev en hit senare under det året då den spelades in som cover av gruppen All-4-One.

## Diskografi
Studioalbum
- 1992 – Life's a Dance
- 1994 – Kickin' It Up
- 1995 – John Michael Montgomery
- 1996 – What I Do the Best
- 1998 – Leave a Mark
- 1999 – Home to You
- 2000 – Brand New Me
- 2002 – Pictures
- 2003 – Mr. Snowman
- 2004 – Letters from Home
- 2008 – Time Flies

Singlar (topp 10 på Billboard Hot Country Songs)
- 1992 – "Life's a Dance" (#4)
- 1993 – "I Love the Way You Love Me" (#1)
- 1993 – "I Swear" (#1)
- 1994 - Rope the Moon (#4)
- 1994 – "Be My Baby Tonight" (#1)
- 1994 – "If You've Got Love" (#1)
- 1995 – "I Can Love You Like That" (#1)
- 1995 – "Sold (The Grundy County Auction Incident)" (#1)
- 1995 – "No Man's Land" (#3)
- 1995 – "Cowboy Love" (#4)
- 1996 – "Long as I Live" (#4)
- 1996 – "Friends" (#2)
- 1997 – "I Miss You a Little" (#6)
- 1997 – "How Was I to Know" (#2	)
- 1997 – "Angel in My Eyes" (#4)
- 1998 – "Cover You in Kisses" (#3)
- 1998 – "Hold On to Me" (#4)
- 1999 – "Home to You" (#2)
- 2000 – "The Little Girl" (#1)
- 2004 – "Letters from Home" (#2)